# Sin With Sebastian
Sebastian Roth (Neustadt an der Weinstraße, Alemania; 20 de septiembre de 1971) más conocido como Sin With Sebastian, es un músico y compositor alemán. 
Sin With Sebastian se hizo conocido en 1995 con su canción más exitosa, «Shut Up (and Sleep with Me)», la cual llegó al número 1 en los rankings musicales de España, Austria y Finlandia, figurando también en el Top 10 en la mayoría de los países europeos. Además alcanzó el puesto 26 en el ranking musical de Hot Dance Club Play de la revista Billboard en Estados Unidos y el puesto 44 en el ranking de sencillos del Reino Unido. Un año después, en 1996, lanzó su sencillo «Golden Boy» de su álbum que lleva el mismo nombre.
El sencillo y el álbum siguiente fueron coproducidos por Inga Humpe y Sebastian.
Sin With Sebastian lanzó tres sencillos y un álbum entre 1995 y 1997. 
Reapareció en 2007 con cambios, se agregó al guitarrista Tom Steinbrecher y lanzaron el sencillo, «Fuck You (I am in Love)». Este lanzamiento fue seguido en junio de 2008 por un álbum llamado «Punk Pop! EP».

## Discografía

### Álbumes
- Golden Boy (1995).
- Punk Pop! EP (2008).

### Sencillos
- Shut Up (and Sleep with Me) (1995).
- Shut Up (and Sleep with Me) (remezclas) (1996).
- Golden Boy (1996).
- He Belongs to Me (Dúo con Marianne Rosenberg) (1997).
- Fuck you (I am in Love) (2007).
- "Fuck you (I am in Love)" (remezclas) (2007).
- Tha'ts all? (I'm not satisfied) (2010).

Este último viene acompañado de un vídeo, el cual fue filmado por el director ruso Mihail Torich en Nueva York.